# Eva Fleischer
Eva Fleischer, també Eva Fleischer-Fischer, (Breslau, Polònia, 5 de maig, 1922 - Leipzig, Alemanya, 8 de gener, 2016), va ser una contralt d'òpera alemanya i professora a la Universitat de Música i Teatre de Leipzig (abans Conservatori de Leipzig).

## Biografia
Nascuda a Breslau, Fleischer va estudiar al Conservatori de Leipzig, on un dels seus professors va ser el tenor Hans Lissmann. A partir de 1951 va ser docent del mateix Conservatori i en va ser catedràtica des de 1962 fins a 1984. Com a cantant, va debutar l'any 1952 interpretant el paper de Vania a Una vida pel tsar, de Mikhail Glinka, a l'Òpera de Leipzig, on va ser cantant de plantilla de 1959 a 1966.
La seva activitat professional va coincidir amb el govern de la República Democràtica Alemanya i, a més de la seva activitat operística, també va fer molts concerts. El seu repertori concertístic era molt variat, però era especialment apreciada la seva interpretació de música de Bach.
Va casar-se amb el pianista Rudolf Fischer, que va ser rector del Conservatori de 1948 a 1973.
Eva Fleischer va morir el 8 de gener de 2016 a Leipzig, als noranta-tres anys.

## Premis
- 2n Premi en la categoria de Cant del Concurs Internacional Johann Sebastian Bach (1950).[4]
- Premi Nacional de la República Democràtica Alemanya en la modalitat d'Art i Literatura «per la seva interpretació de cançons clàssiques i modernes alemanyes i internacionals, expressant el seu compromís amb el nostre Estat i amb la construcció del socialisme».
- Premi Robert Schumann de la Ciutat de Zwickau (1983).